# Flå
Flå este o comună din provincia Buskerud, Norvegia.